# 索莫尧
索莫尧，是匈牙利包尔绍德-奥包乌伊-曾普伦州所辖的一个村。总面积22.69平方公里，总人口1606，人口密度70.8人/平方公里（2011年1月1日）。